# Kahuku
Kahuku – census-designated place (CDP) na wyspie Oʻahu, w hrabstwie Honolulu, na Hawajach, w Stanach Zjednoczonych. Według szacunków United States Census Bureau w roku 2010 CDP miało 2614 mieszkańców.

## Geografia
Według United States Census Bureau census-designated place obejmuje powierzchnię 2,3 mil2 (5,96 km²), z czego lądy stanowią 1,3 mil2 (3,37 km²), a woda 1 milę2 (2,59 km²).

## Demografia
Według spisu z roku 2000, CDP zamieszkiwało 2097 osób, które tworzą 509 gospodarstw domowych oraz 401 rodzin. Średni roczny dochód dla gospodarstwa domowego wynosił 39 135 $ a średni roczny dochód dla rodziny to 47 045 $. Średni roczny dochód na osobę wynosił 12 340 $. 11,8% rodzin i 14,6% mieszkańców census-designated place żyło poniżej granicy ubóstwa, z czego 17,4% to osoby poniżej 18 lat a 17,7% to osoby powyżej 65 roku życia.